# 埃里克·亚伯拉罕松
埃里克·亚伯拉罕松（瑞典語：Erik Abrahamsson，1898年1月28日—1965年5月19日），瑞典男子田径、冰球运动员。他曾代表瑞典参加1920年夏季奥林匹克运动会田径比赛，获得男子跳远铜牌。